# Política de visados de Costa Rica
Los visitantes de Costa Rica necesitan un visado a menos que sean ciudadanos de uno de los países elegibles que están exentos de visa hasta por 90 días. Las visas costarricenses son documentos emitidos por la Dirección General de Migración y Extranjería, la cual depende del Ministerio de Relaciones Exteriores de Costa Rica, y tienen el objetivo declarado de regular y facilitar los flujos migratorios. Los visitantes deben tener pasaportes válidos por al menos 6 meses a partir de la fecha de llegada.

## Exención de visa
Los titulares de los pasaportes de las siguientes jurisdicciones no necesitan visa para visitar Costa Rica:
| - Todos los ciudadanos de la Unión Europea 1 3 \| - Andorra1 - Antigua y Barbuda2 - Argentina1 - Australia1 3 - Bahamas1 - Barbados1 - Belice2 - Bolivia2 - Brasil1 - Brunéi2 - Canadá1 - Catar1 - Chile1 - Ciudad del Vaticano1 - Corea del Sur1 - Dominica2 - El Salvador2 - Emiratos Árabes Unidos1 - Estados Federados de Micronesia2 - Estados Unidos1 3 - Filipinas2 - Fiyi2 - Granada2 \| - Guatemala2 - Guyana2 - Honduras2 - Islandia1 - Islas Marshall2 - Islas Salomón2 - Israel1 - Japón1 - Kazajistán2 - Kiribati2 - Liechtenstein1 - Malasia2 - Maldivas2 - Mauricio2 - México1 - Mónaco1 - Montenegro1 - Nauru2 - Noruega1 3 - Nueva Zelanda1 3 - Palaos2 - Panamá1 - Paraguay1 \| - Perú1 - Rusia2 - Samoa2 - San Cristóbal y Nieves2 - San Marino1 - San Vicente y las Granadinas2 - Santa Lucía2 - Santo Tomé y Príncipe2 - Serbia1 - Seychelles2 - Singapur1 - Sudáfrica1 - Suiza1 - Surinam2 - Taiwán2 - Tonga2 - Trinidad y Tobago1 - Turquía2 - Tuvalu2 - Ucrania2 - Uruguay1 - Vanuatu2 \| \| | | |  |
| - Andorra1 - Antigua y Barbuda2 - Argentina1 - Australia1 3 - Bahamas1 - Barbados1 - Belice2 - Bolivia2 - Brasil1 - Brunéi2 - Canadá1 - Catar1 - Chile1 - Ciudad del Vaticano1 - Corea del Sur1 - Dominica2 - El Salvador2 - Emiratos Árabes Unidos1 - Estados Federados de Micronesia2 - Estados Unidos1 3 - Filipinas2 - Fiyi2 - Granada2 | - Guatemala2 - Guyana2 - Honduras2 - Islandia1 - Islas Marshall2 - Islas Salomón2 - Israel1 - Japón1 - Kazajistán2 - Kiribati2 - Liechtenstein1 - Malasia2 - Maldivas2 - Mauricio2 - México1 - Mónaco1 - Montenegro1 - Nauru2 - Noruega1 3 - Nueva Zelanda1 3 - Palaos2 - Panamá1 - Paraguay1 | - Perú1 - Rusia2 - Samoa2 - San Cristóbal y Nieves2 - San Marino1 - San Vicente y las Granadinas2 - Santa Lucía2 - Santo Tomé y Príncipe2 - Serbia1 - Seychelles2 - Singapur1 - Sudáfrica1 - Suiza1 - Surinam2 - Taiwán2 - Tonga2 - Trinidad y Tobago1 - Turquía2 - Tuvalu2 - Ucrania2 - Uruguay1 - Vanuatu2 |  |

1 — el pasaporte debe ser válido por al menos un día a partir de la fecha de llegada.

2 — el pasaporte debe ser válido por al menos tres meses a partir de la fecha de llegada.

3 — incluyendo los territorios de ultramar de Australia, Dinamarca, Estados Unidos, Francia, Noruega, Nueva Zelanda, Países Bajos y Reino Unido.
Los ciudadanos de  China con pasaportes para asuntos públicos no requieren visa para una estadía máxima de 30 días.
| Fechas de cambios de visado |
| --- |
| - 30 de mayo de 1966: España - 5 de julio de 1968: Israel - 13 de septiembre de 1968: Austria - 1 de septiembre de 1971: Francia - Octubre de 1971: Yugoslavia (aplica hoy día a Croacia, Eslovenia, Montenegro y Serbia) - 16 de septiembre de 1974: Japón - 6 de diciembre de 1996: Brasil - 24 de noviembre de 2003: Letonia - 12 de abril de 2014: Rusia (reanudado) - 13 de diciembre de 2015: Perú - 14 de diciembre de 2016: Brunéi, Catar, Emiratos Árabes Unidos, Kazajistán, Malasia, Taiwán y Ucrania Cancelados: - Colombia 1 de abril de 2002 - Rusia: 1 de febrero de 2008 (fue reanudado en 2014) |

No necesitan visa los titulares de pasaportes diplomáticos o de pasaportes oficiales/de servicio de China, Colombia, Cuba, Ecuador, Indonesia, Marruecos, República Dominicana, Tailandia y Vietnam.

### Visas sustitutas
Los ciudadanos que normalmente requerirían visa pueden entrar a Costa Rica por un máximo de 30 días si tienen una visa válida de entrada múltiple o un permiso de residencia emitido por los siguientes países. Al utilizar un permiso de residencia, debe ser válido por más de seis meses a partir de la fecha de llegada.
| - Todos los ciudadanos de la Unión Europea 1 - Canadá - Estados Unidos2 |

1 - solo para titulares de permisos de residencia.

2 - Las tarjetas verdes o visas de los Estados Unidos deben ser válidas por más de seis meses a partir de la fecha de llegada, excepto para los titulares de visas B o D. No aplica para los titulares de visas C1.

## Países que requieren visa

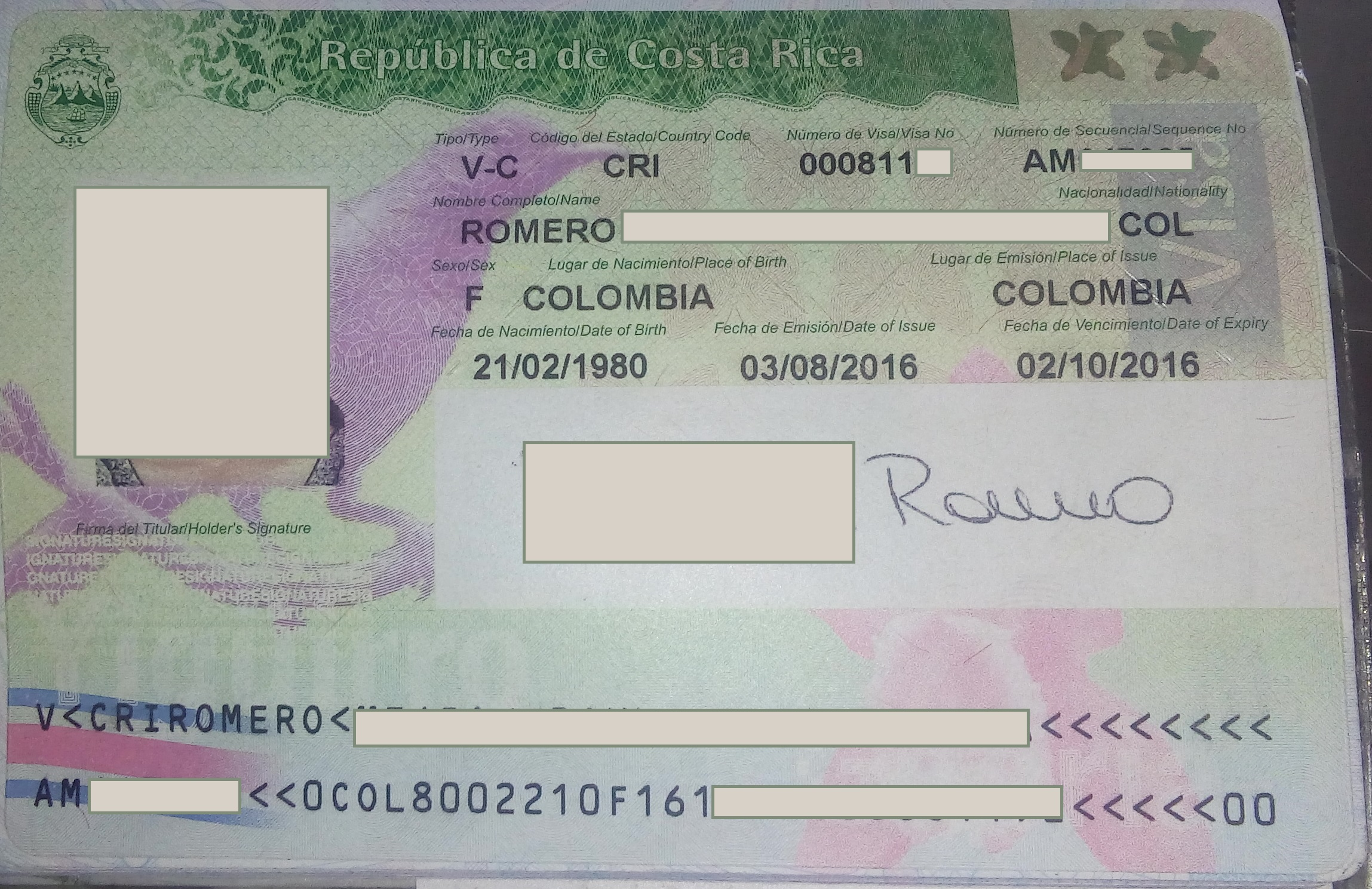
Una visa de turista de Costa Rica

Los titulares de los pasaportes de las siguientes jurisdicciones necesitan visa para visitar Costa Rica:
Visa emitida en un consulado y un pasaporte válido por seis meses
| - Albania - Argelia - Angola - Arabia Saudita - Armenia - Azerbaiyán - Baréin - Benín - Bielorrusia - Bosnia y Herzegovina - Botsuana - Burkina Faso - Burundi - Bután - Cabo Verde - Camboya - Camerún - Chad - China - Colombia - Comoras - Costa de Marfil - Ecuador - Egipto - Gabón - Gambia - Georgia - Ghana - Guinea Ecuatorial | - Guinea - Guinea-Bisáu - India - Indonesia - Jordania - Kenia - Kirguistán - Kosovo - Kuwait - Laos - Lesoto - Líbano - Liberia - Libia - Macedonia del Norte - Madagascar - Malaui - Mali - Marruecos - Mauritania - Moldavia - Mongolia - Mozambique - Namibia - Nepal - Nicaragua - Níger - Nigeria - Omán | - Zimbabue - Venezuela |  |

Visa restringida aprobada por la Comisión de Visas Restringidas y un pasaporte válido por seis meses
| - Haití | - Sri Lanka |  |

## Estadísticas de visitantes
La mayoría de los visitantes que llegaron a Costa Rica provenían de los siguientes países de nacionalidad:
| País           | 2017      | 2016      | 2015      | 2014      | 2013      |
| -------------- | --------- | --------- | --------- | --------- | --------- |
| Estados Unidos | 1,199,241 | 1,233,277 | 1,077,044 | 997,262   | 929,402   |
| Nicaragua      | 429,990   | 440,049   | 446,870   | 463,959   | 476,678   |
| Canadá         | 201,921   | 188,104   | 175,771   | 172,730   | 160,398   |
| México         | 106,783   | 94,499    | 84,940    | 75,045    | 72,568    |
| Panamá         | 104,795   | 99,917    | 97,135    | 68,340    | 98,275    |
| El Salvador    | 81,091    | 78,273    | 69,427    | 63,214    | 64,552    |
| Guatemala      | 78,032    | 65,063    | 57,600    | 55,677    | 56,756    |
| Reino Unido    | 76,173    | 71,392    | 47,499    | 39,545    | 35,198    |
| Alemania       | 70,960    | 67,939    | 66,450    | 63,916    | 54,754    |
| Francia        | 69,803    | 61,503    | 54,773    | 49,681    | 39,728    |
| España         | 69,782    | 67,453    | 65,188    | 64,303    | 52,950    |
| Total          | 2,959,869 | 2,925,128 | 2,660,257 | 2,526,817 | 2,427,941 |